# نخل بادبزنی
نخل بادبزنی (نام علمی: Chamaerops humilis) جزء گیاهان گلدار به‌شمار می‌رود. اسپانیا، پرتغال، فرانسه، ایتالیا، مالت، مجموعه کشورهای مغرب عربی، مراکش، الجزایر و تونس زیستگاه این درخت است.
برگ‌های این درخت، پهن و زیبا بوده و به همین دلیل نخل بادبزنی نامیده می‌شود. ارتفاع این گیاه در خارج از فضای سربسته به ۶ متر می‌رسد و در داخل اتاق از ۲/۱ متر تجاوز نمی‌کند.
میوه این گیاه دانه‌هایی هستند که در درخت ماده بعد از ۱۰ تا ۱۲ سالگی به وجود می‌آید.
این گیاه تزئینی زیبا به آب و هوای گرم و مرطوب و شرجی سازگار است و رشد آن تقریباً کم است. یکی از ویژگی‌های این گیاه آن است که همیشه سبز است.

## روش تکثیر
نخل‌های بادبزنی اروپایی را می‌توان با بذر و با جدا کردن پاجوش‌ها تکثیر کرد. یک نخل بادبزنی سالم به راحتی پاجوش‌هایی تولید می‌کند که می‌توانند از گیاه اصلی جدا شوند و در ظروف مخصوص خود قرار گیرند. برای رشد از بذر، بذرها باید در بهار و پس از آخرین یخبندان در عمق یک سانتیمتری کاشته شوند. دانه‌ها باید به‌طور مرتب مرطوب نگاه داشته شده تا جوانه بزنند. این کار چند هفته طول می‌کشد.

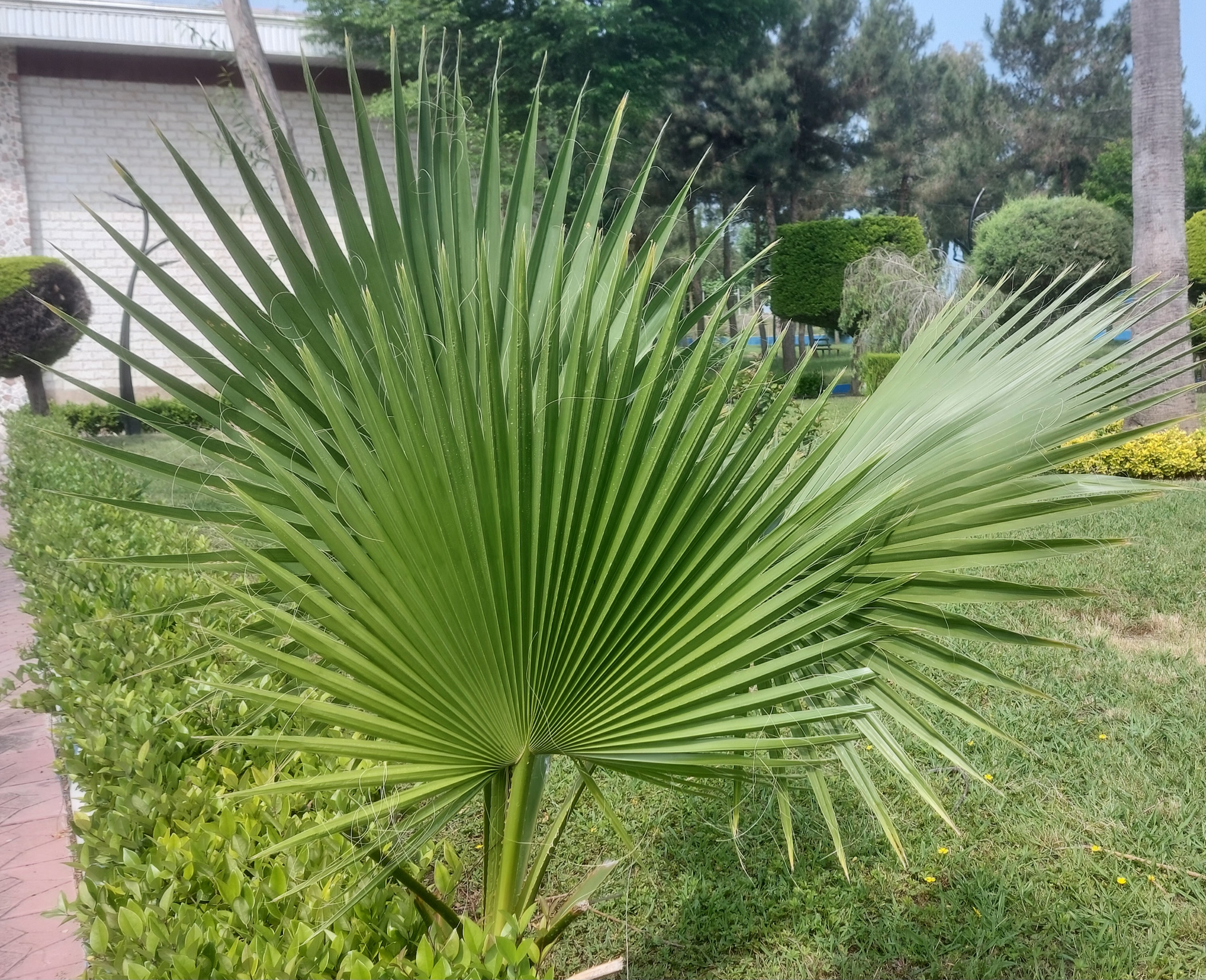
نخل بادبزنی

## بیماری و آفات
نخل بادبزنی اروپایی مستعد ابتلا به آفات یا بیماری‌های جدی نیست. با این حال، امکان بروز آفات و بیماری‌های شایعی همانند شپشک آردی، شته، کنه‌های عنکبوتی و لکه برگ در این گیاه وجود دارد.

## نگارخانه

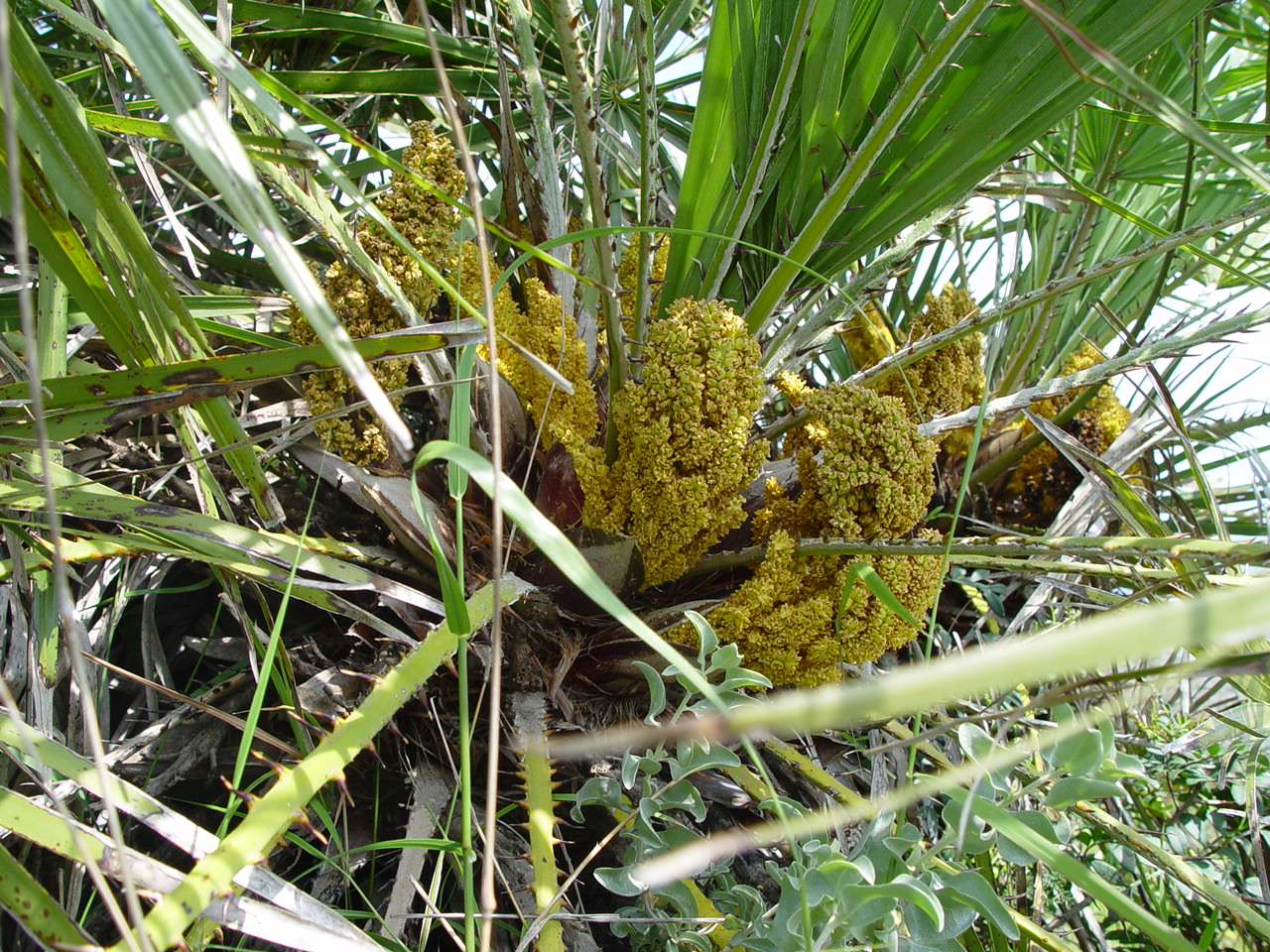
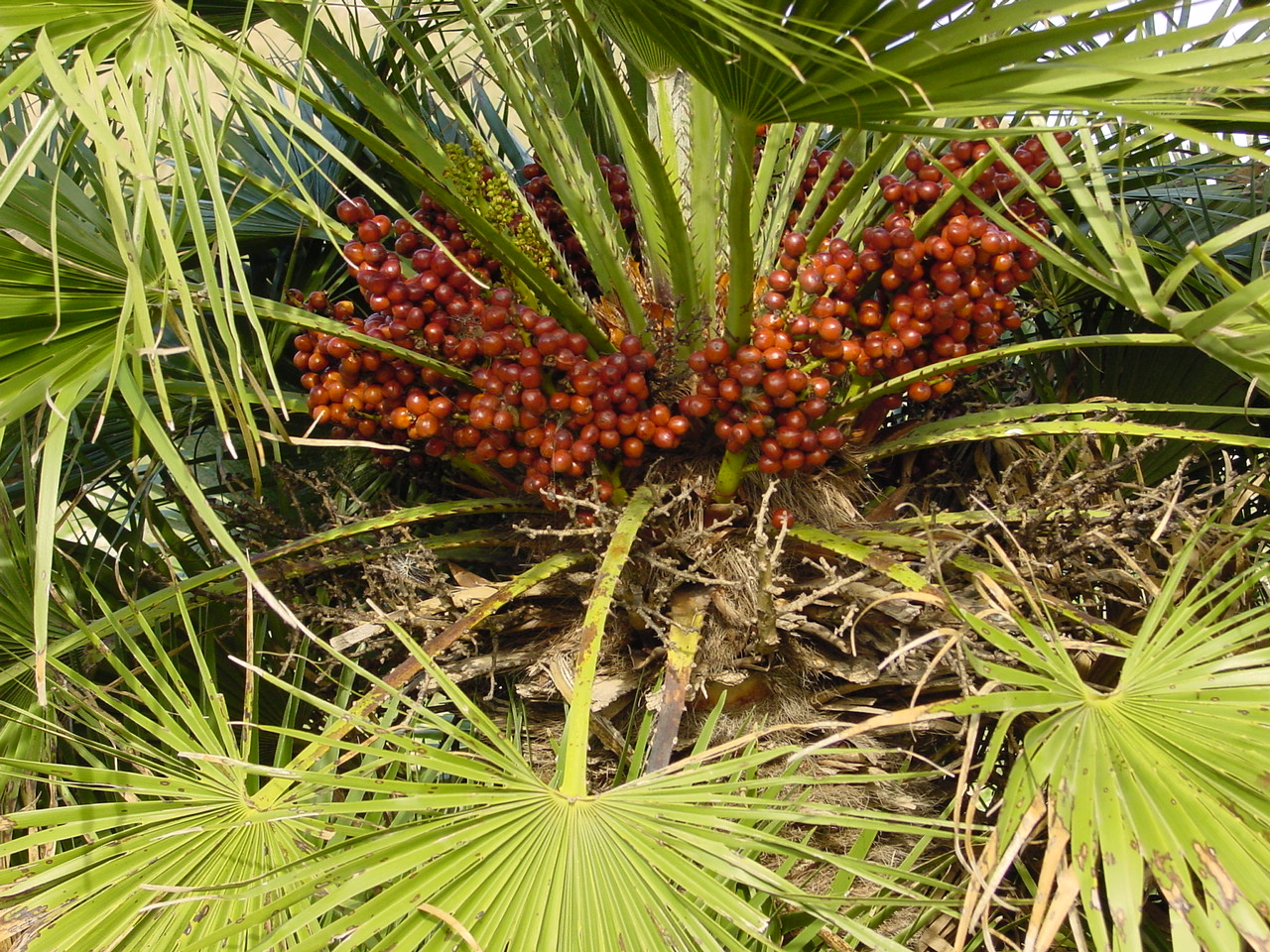
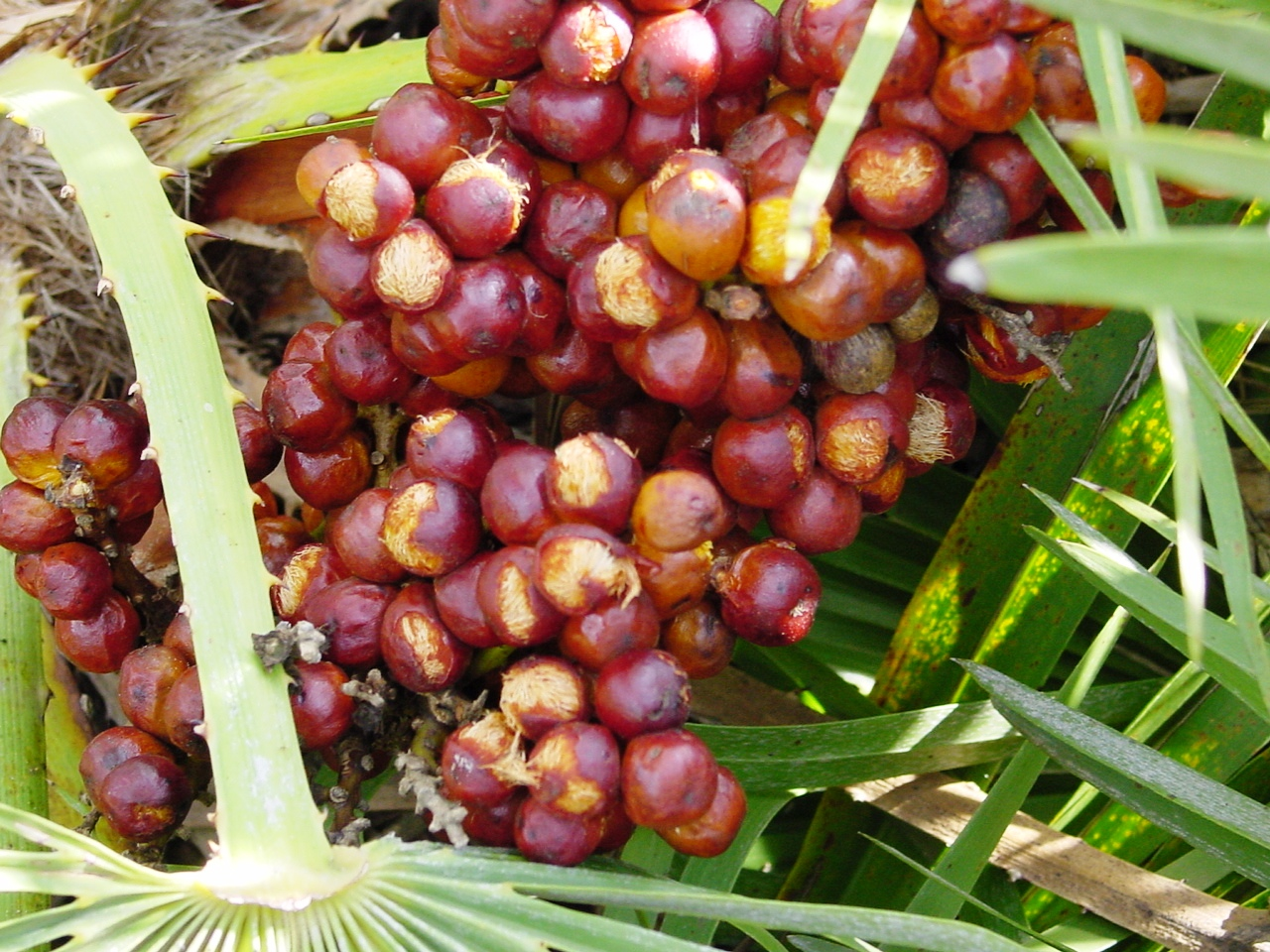
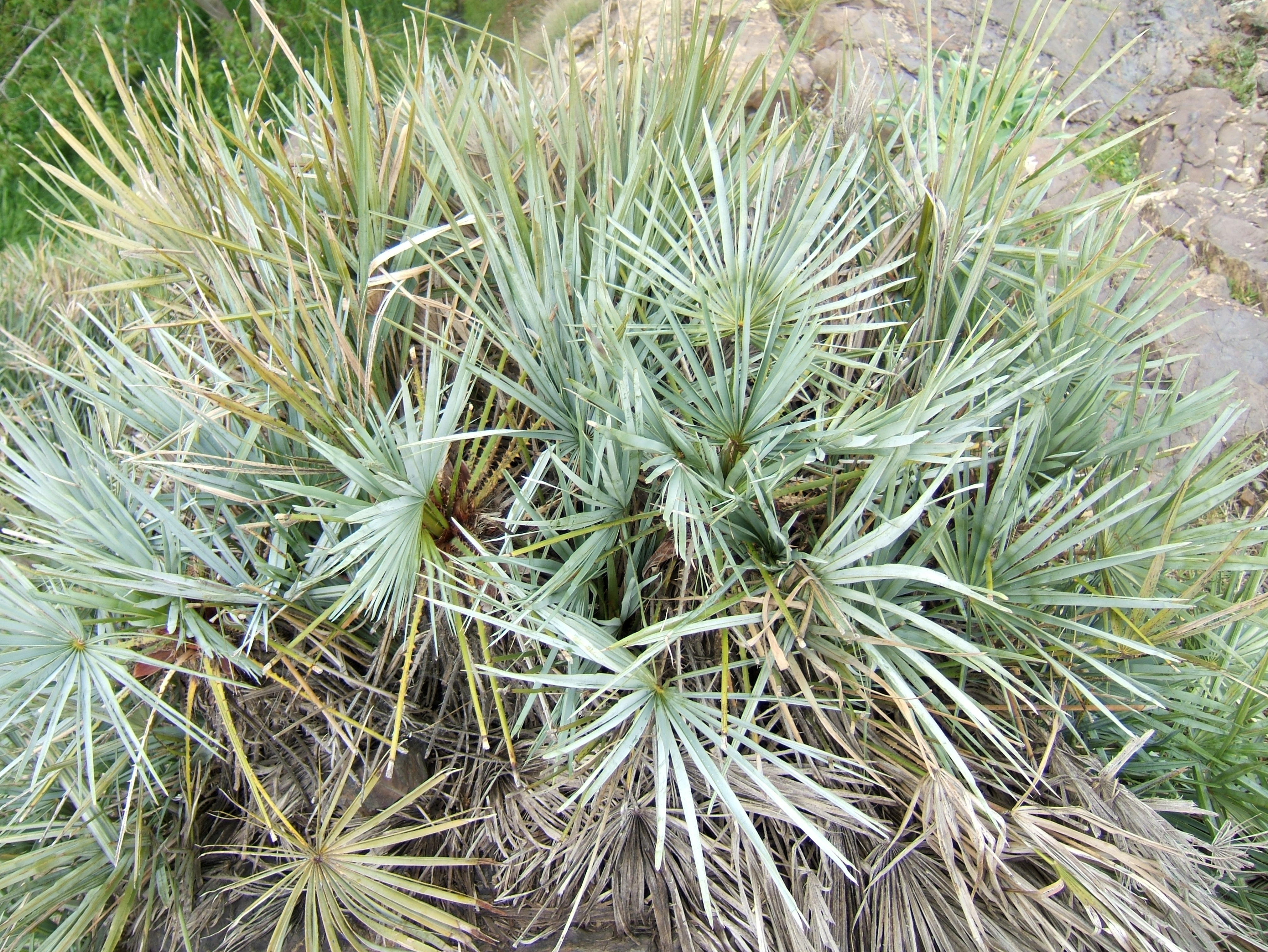
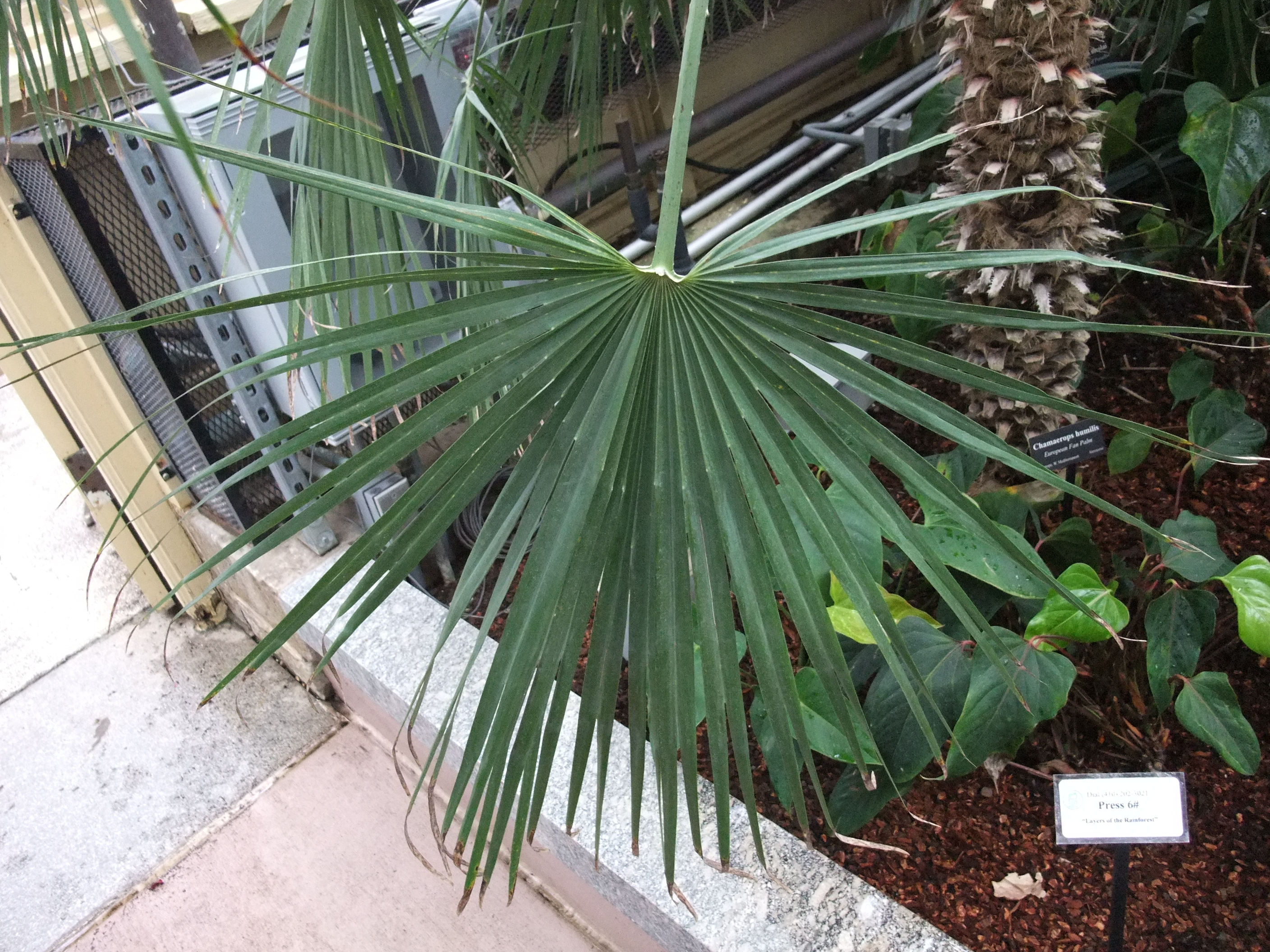
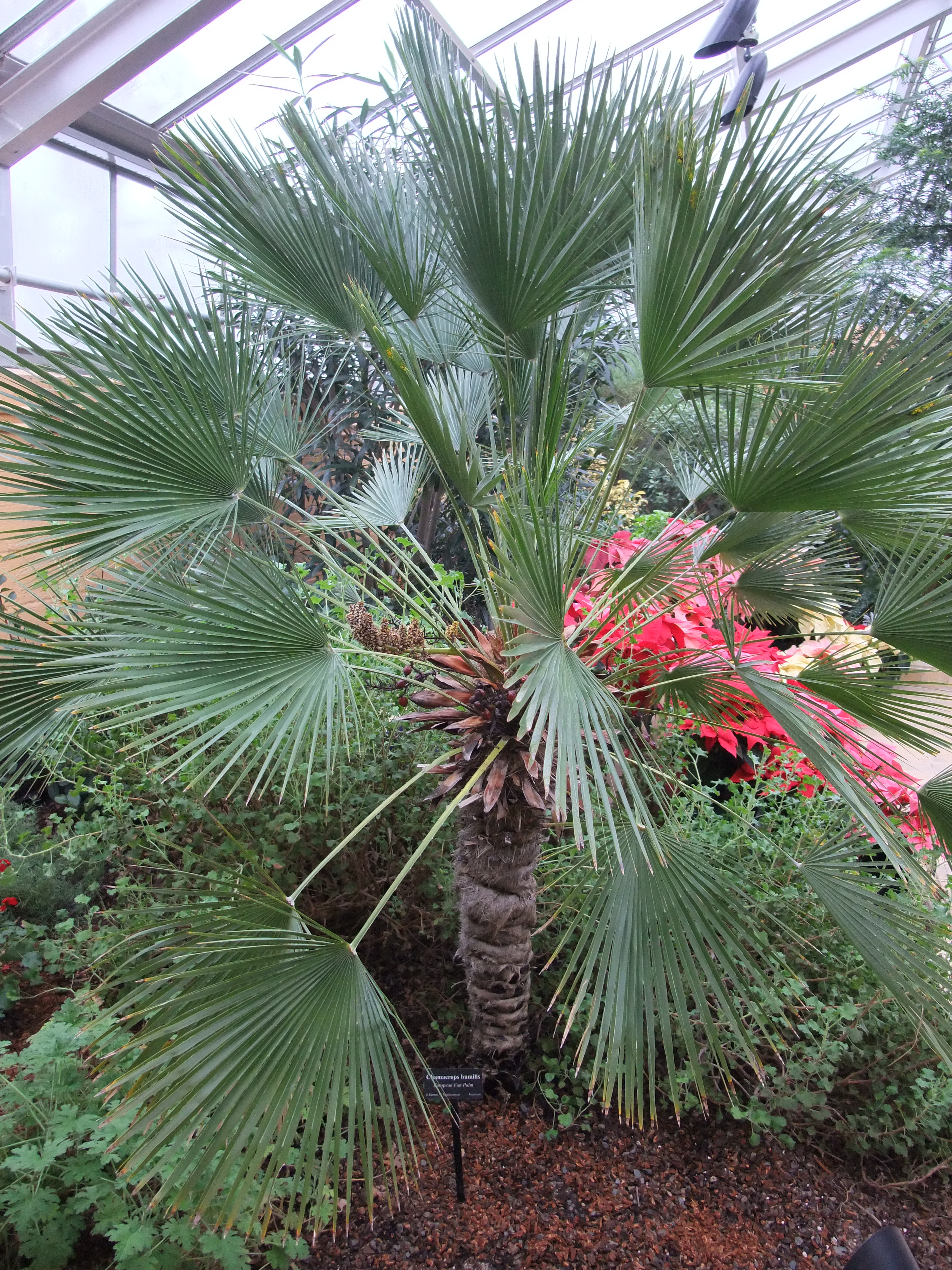